# Fiesta brasiliana/Tabu
Fiesta brasiliana/Tabu, pubblicato nel 1962, è un 45 giri della cantante italiana Mina.

## Tracce
1. Fiesta brasiliana (Das Lied der Lüge) - 2:26 -
 (Werner Scharfenberger - Kurt Feltz) 1962
2. Tabu, es scheint gefährlich zu sein, was ich tù - 2:30 -
 (Werner Scharfenberger - Kurt Feltz) 1962

## Storia
Tutti e due i brani sono composti dal maestro Werner Scharfenberger con testo di Kurt Feltz (gli stessi di Heisser Sand), il disco è stato pubblicato solo in Germania solo per il mercato tedesco.